# Kolda
Kolda este un oraș  în Senegal. Este reședința regiunii omonime.